# Gare d’Embrun
Gare d’Embrun vasútállomás Franciaországban, Embrun településen.

## Vasútvonalak
Az állomást az alábbi vasútvonalak érintik:
- Veynes–Briançon-vasútvonal

## Kapcsolódó állomások
A vasútállomáshoz az alábbi állomások vannak a legközelebb:
- Gare de Chorges
- Gare de Montdauphin - Guillestre